# Assedio di Frankenthal
L'assedio di Frankenthal ebbe luogo nell'assedio tra il 1621 ed il 1623, tra le forze attaccanti spagnole comandate dal generale Gonzalo Fernández de Córdoba e le truppe protestanti dell'inglese sir Horace Vere, nel corso della guerra dei trent'anni.

## Antefatto
All'inizio del XVII secolo, le fortificazioni della città di Frankenthal erano state potenziate per l'intervento di Federico IV del Palatinato in preparazione di future azioni belliche. Federico fortificò nel contempo anche Heidelberg e fondò la cittadella di Mannheim. Frankenthal era una città con un notevole ruolo strategico per tutto il Palatinato.
Il 23 maggio 1618, il regno di Boemia si rivoltò contro Ferdinando II del Sacro Romano Impero ed offrì la propria corona a Federico V del Palatinato che, accettando la proposta, portò il Palatinato in guerra con il Sacro Romano Impero.

## L'assedio
L'esercito spagnolo, comandato da Gonzalo Fernández de Córdoba, assediò la città dove si erano asserragliati i soldati inglesi comandati dal generale Horace Vere. L'assedio durò dal 1621 al 20 marzo del 1623, quando re Giacomo I d'Inghilterra ordinò ai suoi uomini di cedere la città e di rientrare in patria.